# Satyrus espunaensis
Satyrus espunaensis är en fjärilsart som beskrevs av Korb 1916. Satyrus espunaensis ingår i släktet Satyrus och familjen praktfjärilar. Inga underarter finns listade.